# Infiniti
Az Infiniti a japán Nissan járműgyártó cég luxusautókat gyártó hongkongi székhelyű leányvállalata, melyet 1989-ben alapítottak.

## Története

### Kezdetek

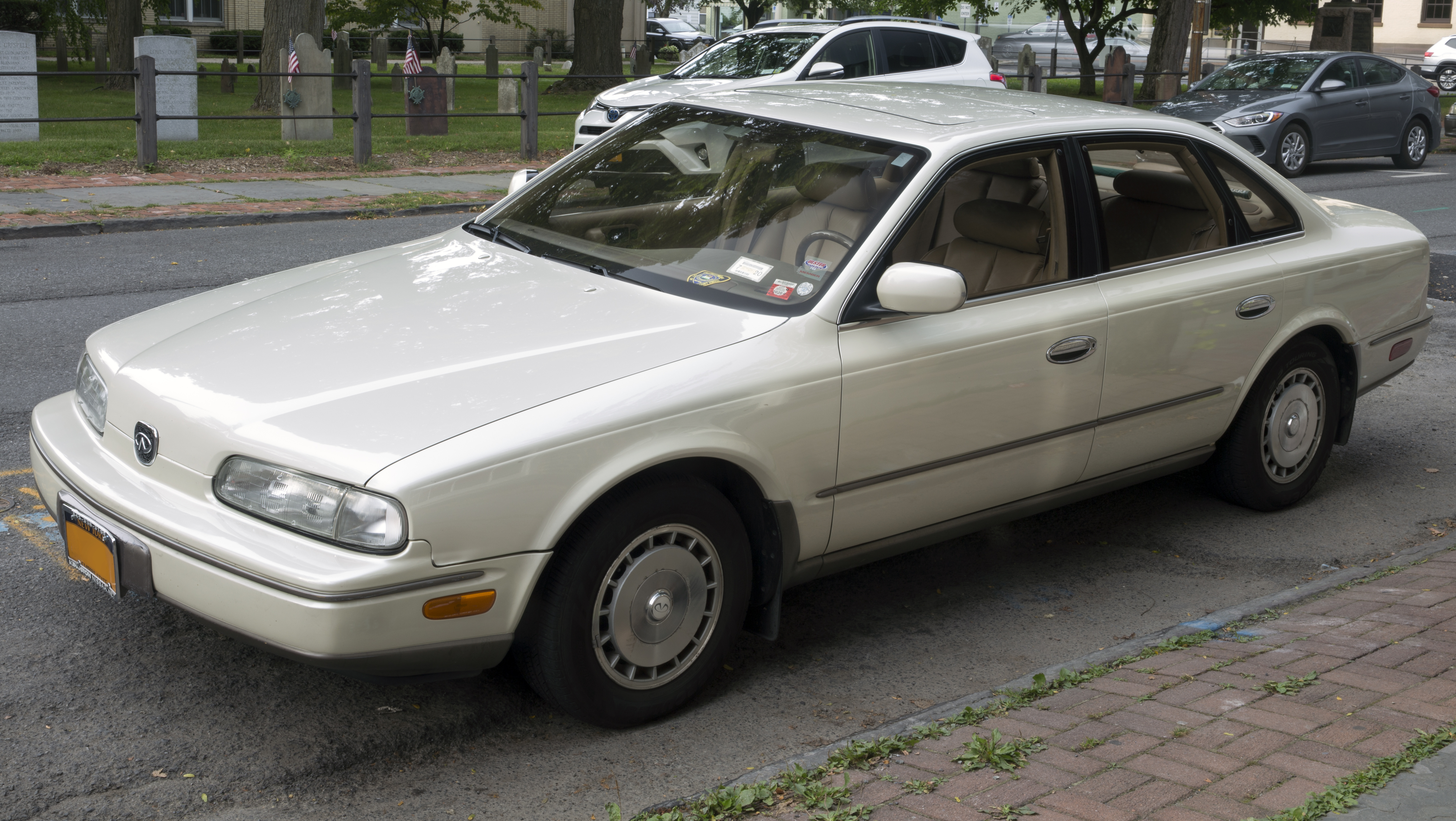
1990-1993: Infiniti Q45

A márka körülbelül egy időben jött létre a japán riválisok, a Toyota és a Honda cégek által kifejlesztett Lexus és Acura prémium márkákkal. 1989-ben az Infiniti márka bevezetésének célja az volt az Egyesült Államokba, hogy a Nissan prémium szegmensét erősítsék. Az Infiniti márka első két modellje a Q45-ös és az M30-as volt. 1990-ben a 2-ajtós M30 is bevezetésre került. Az Acura Legend, majd a Lexus GS bevezetése után az Infiniti is elkezdte a japán luxuslimuzinok gyártását Észak-Amerikába. Az első ilyen modell az Infiniti J30-as volt.

### 1990-2000

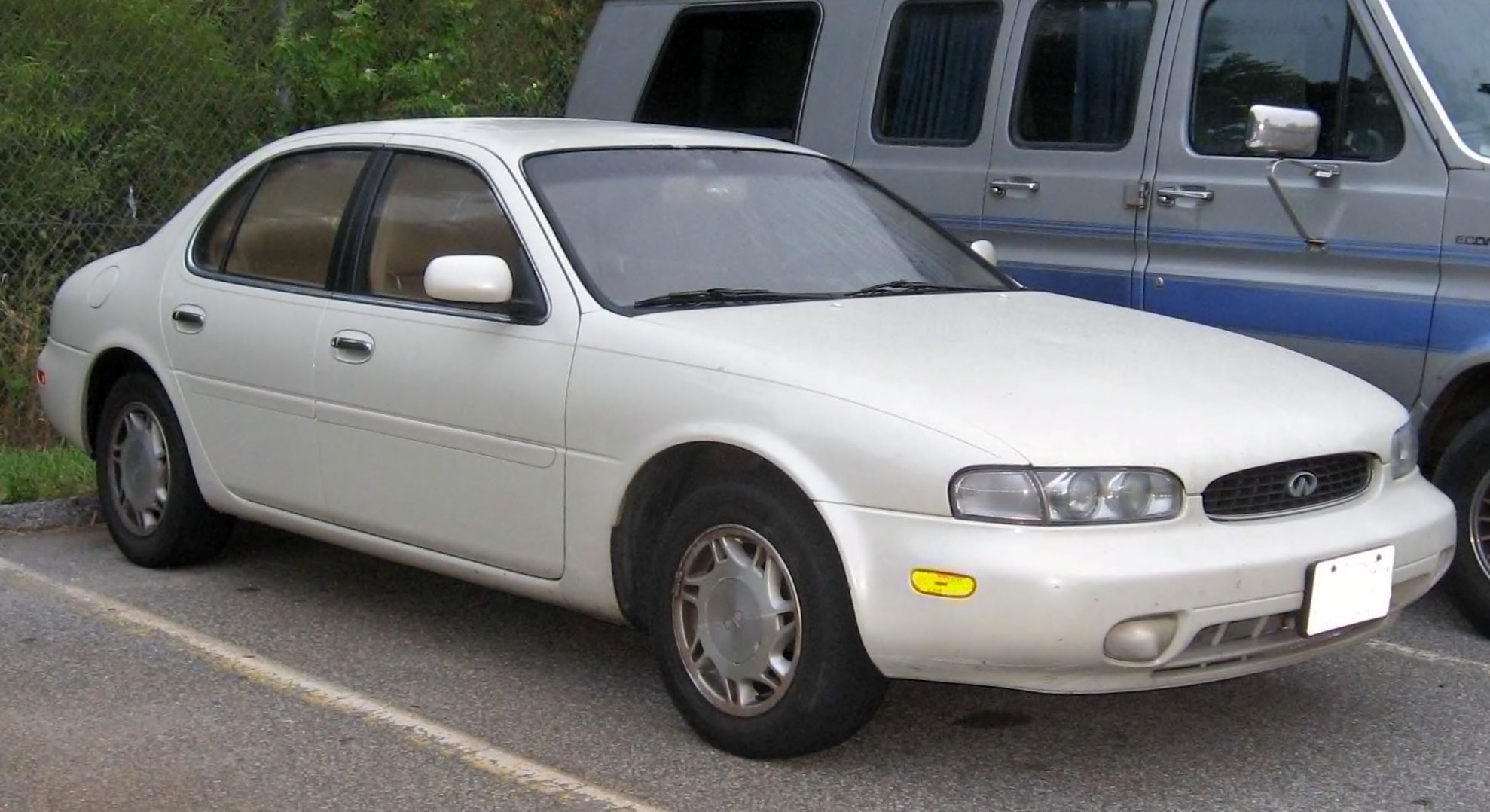
Infiniti J30, 1992

1991-ben, az Infiniti bemutatta a G20-as modellt, majd 1993-ban bevezetett egy négyajtós kupét, a J30-at. Az 1990-es években az Infiniti lemaradt a Lexus és Acura értékesítéseitől, ezért bevezette a második generációs G20-as modellt, amellyel az európai luxus sport szedánokat kívánta erősíteni. Mivel az Infiniti tovább használta az SR20DE négyhengeres motort és a kompakt méretet, nem érte el az értékesítési várakozásokat. A G20 nem volt olyan népszerű, új, mint a fő versenytársa, a hasonló árú Acura Integra. 1997-ben megjelent az Infiniti QX4, a Nissan Pathfinder módosítása, amellyel az első luxus autógyártó cég lett a közepes méretű prémium SUV-ok kínálatában.

### 2000-2010

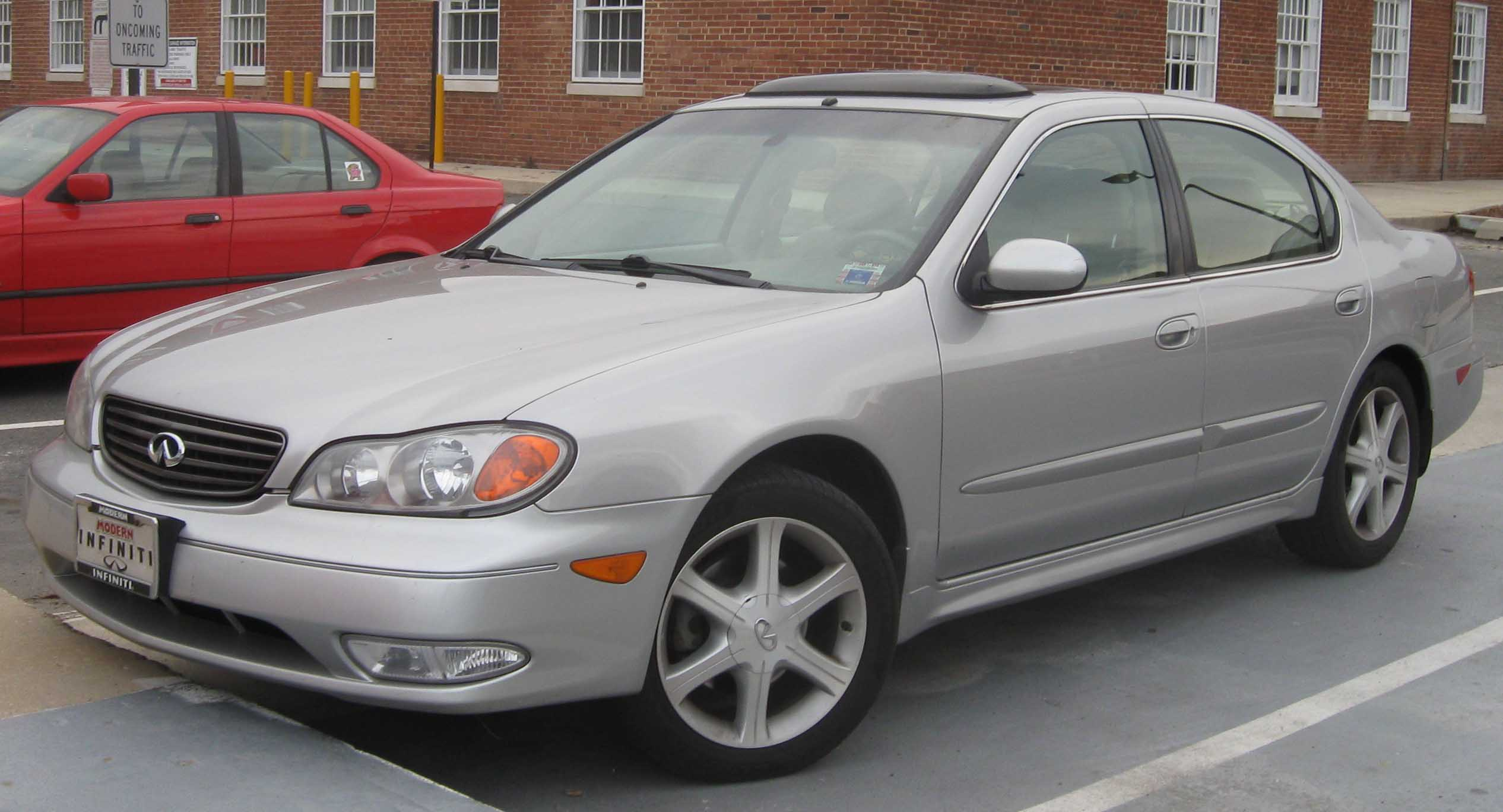
2002–2004: Infiniti I35

2002-ben megjelent a Q45 újratervezett változata, a G35, ami segített javítani az Infiniti értékesítést 2003-ban Japánban. A Nissan Skyline-alapú Infiniti G35 sikeres volt, hiszen a Motor Trend magazin is megszavazta 2003-ban az Év Autójának. Ugyan ebben az évben az FX35 / 45 crossover is kiadásra került. Az FX modell ugyanazokat az összetevőket használta, mint a G35 sport kupé és célja az amerikai piac volt. 2004-ben megjelent az Infiniti összkerékhajtású változata, a G35 sport szedán, amely felvette a versenyt a hasonló összkerékhajtású Audi és BMW sport szedánokkal. Infiniti ezen kívül bevezetett egy nagyobb SUV-ot, hogy felvegye a versenyt a Toyota Land Cruiser-el és a Lexus LX470-nel. Ez volt az Infiniti QX56.

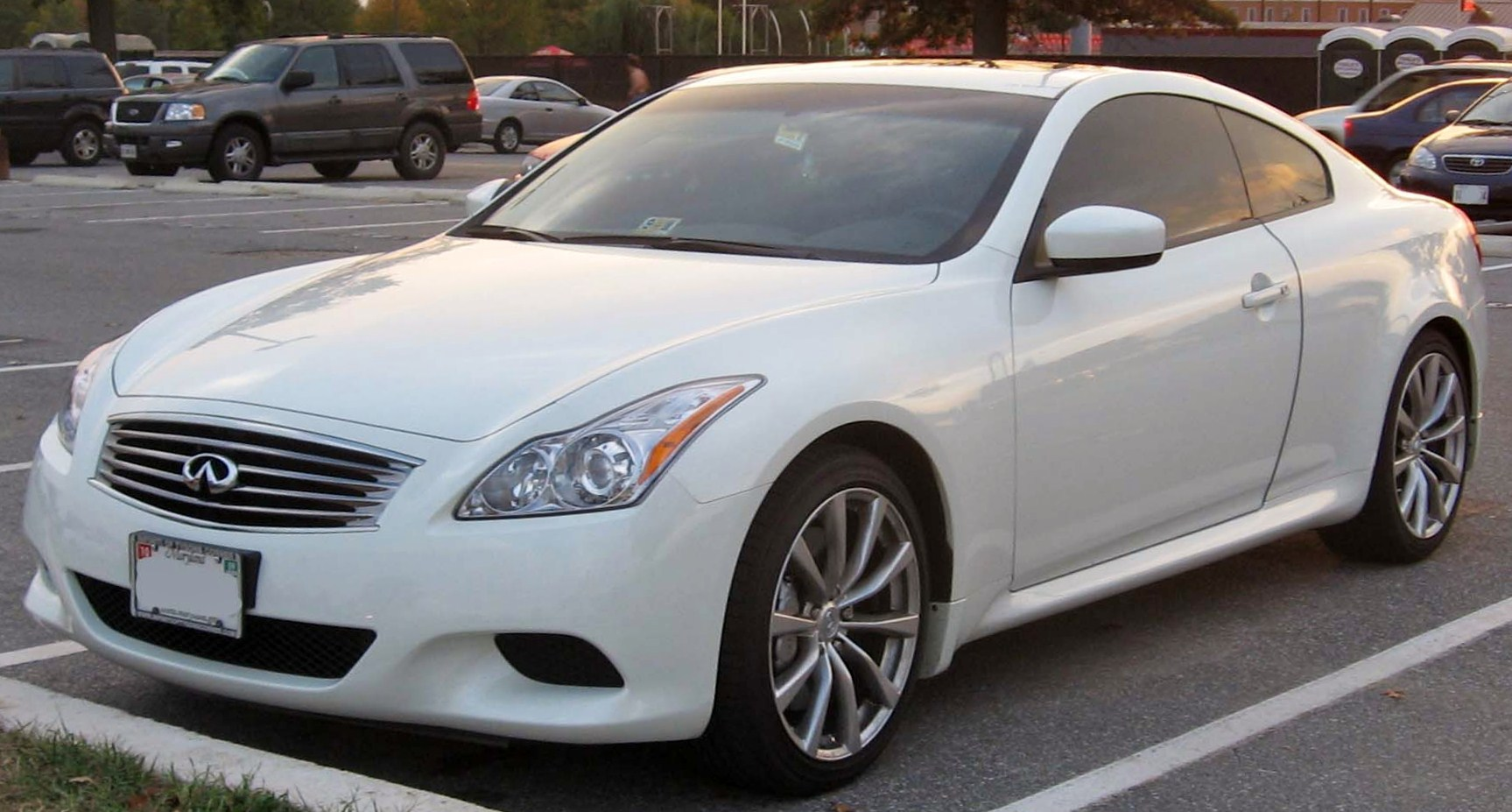
Infiniti G37 Sport, 2008

A Nissan Motors elnök-vezérigazgatója, Carlos Ghosn kifejlesztett egy új üzleti stratégiát, hogy megtörje az Infiniti Nissan gyökereit. Az M35 / M45 több elismerést is gyűjtött a sajtóban. A Q45 megszűnése után az M45 lett a cég zászlóshajója. A 2007-ben megjelent a G35 szedán újratervezett változata, majd 2008-ban a cég új G kupé modellje, a G37. A kupét először a New York-i Nemzetközi Autókiállításon mutatták be. Szintén 2008-ban megjelent az Infiniti EX35 kompakt crossover, ezzel az Infiniti belépett a kompakt luxus crossoverek közé a piacon.
Carlos Ghosn 2008-ban bemutatta az Infiniti érkezését Európába a Genfi Autószalonon. A márka hivatalos elindítása 2008 végén volt, majd fokozatosan, több mint két év alatt 21 európai országban tűnt fel. Kezdetekben négy modellt kínált Európában: FX37 és FX50 SUV; a G37 és G37 kupé, valamint az Infiniti EX37 crossover. Infiniti európai székhelye Svájc-ban került létrehozásra.

### 2010-napjainkig
A 2010-es Genfi Autószalonon az Infiniti elindított egy új hajtásláncot Európában, a Renault-Nissan Szövetség által kifejlesztett V9x Engine-t. Az új motort az Infiniti FX, EX és M típusokban alkalmazták. 2010 augusztusában a cég bemutatta új teljesítmény osztályát, az Infiniti Performance Line-t (IPL). 2011-ben megjelent az elsőkerék-hajtású Infiniti JX, melyet az Acura MDX és BMW X5 riválisának szánták. 2012. december 17-én az Infiniti bejelentette az új termék-nómenklatúra rendszerét: Ezt követően minden szedán és coupé "Q" előtaggal jelenik meg, míg az összes crossover és SUV "QX" előtagot kap. Az első modell, ami ezt a sémát követi a Q50 lesz, amelynek célja a G szedán helyettesítése volt.

## Értékesítési adatok
| Év   | USA értékesítés | Kanadai értékesítés | Európai értékesítés | Kínai értékesítés |
| ---- | --------------- | ------------------- | ------------------- | ----------------- |
| 2000 | 88,351          |                     |                     |                   |
| 2001 | 71,365          |                     |                     |                   |
| 2002 | 87,911          |                     |                     |                   |
| 2003 | 118,655         |                     |                     |                   |
| 2004 | 130,980         | 7,841               |                     |                   |
| 2005 | 136,401         | 7,672               |                     |                   |
| 2006 | 121,146         | 6,779               |                     |                   |
| 2007 | 127,037         | 6,756               |                     |                   |
| 2008 | 112,989         | 8,159               | 453                 |                   |
| 2009 | 81,089          | 7,081               | 1,319               |                   |
| 2010 | 103,411         | 8,233               | 2,393               |                   |
| 2011 | 98,461          | 6,936               | 3,686               |                   |
| 2012 | 119,877         | 7,993               | 2,995               |                   |
| 2013 | 116,455         | 8,947               | 2,209               | 17,108            |
| 2014 | 117,330         | 10,082              | 3,889               |                   |
| 2015 | 133,498         | 11,300              | 7,000               | 40,200            |

## Modellek

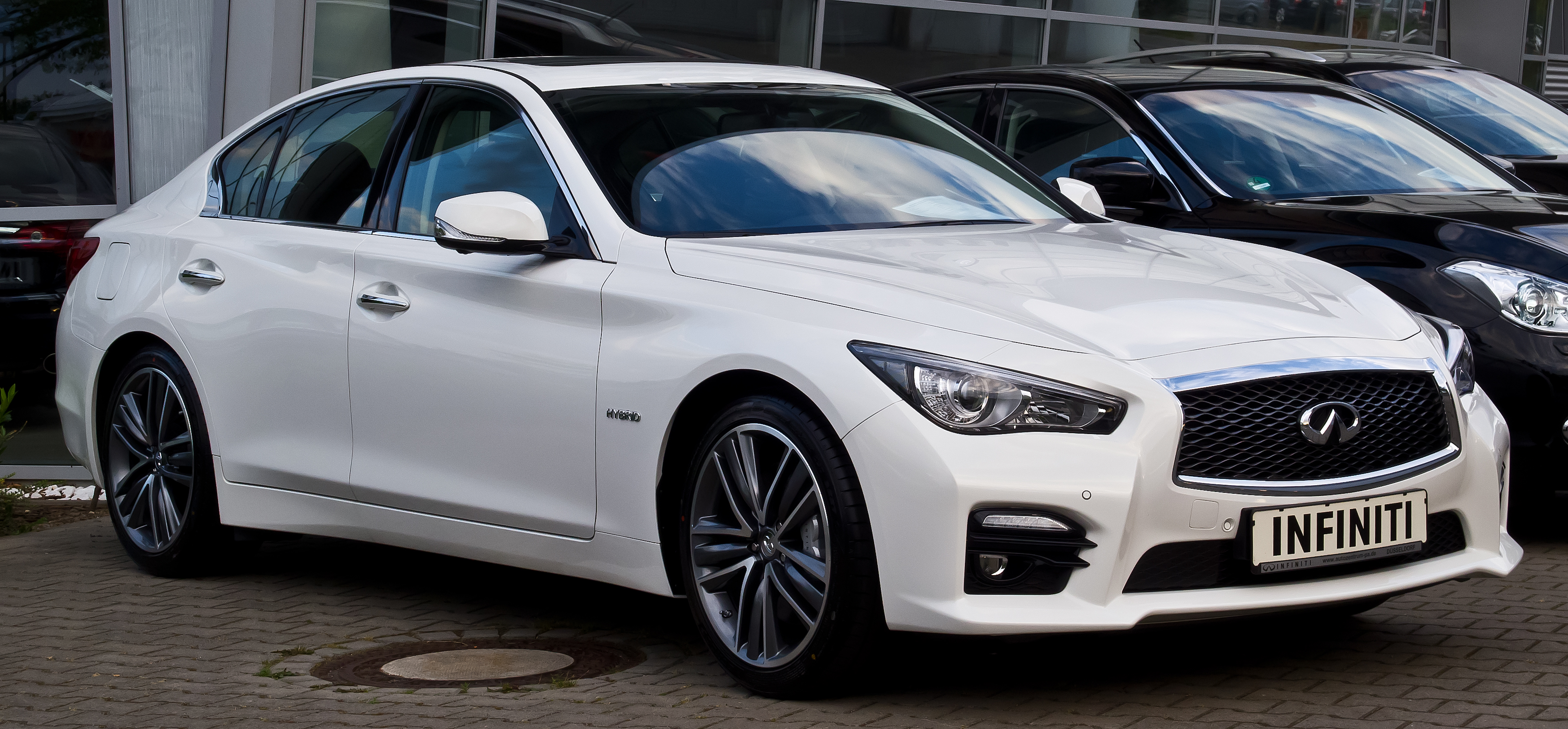
Infiniti Q50 S HYBRID (V37)

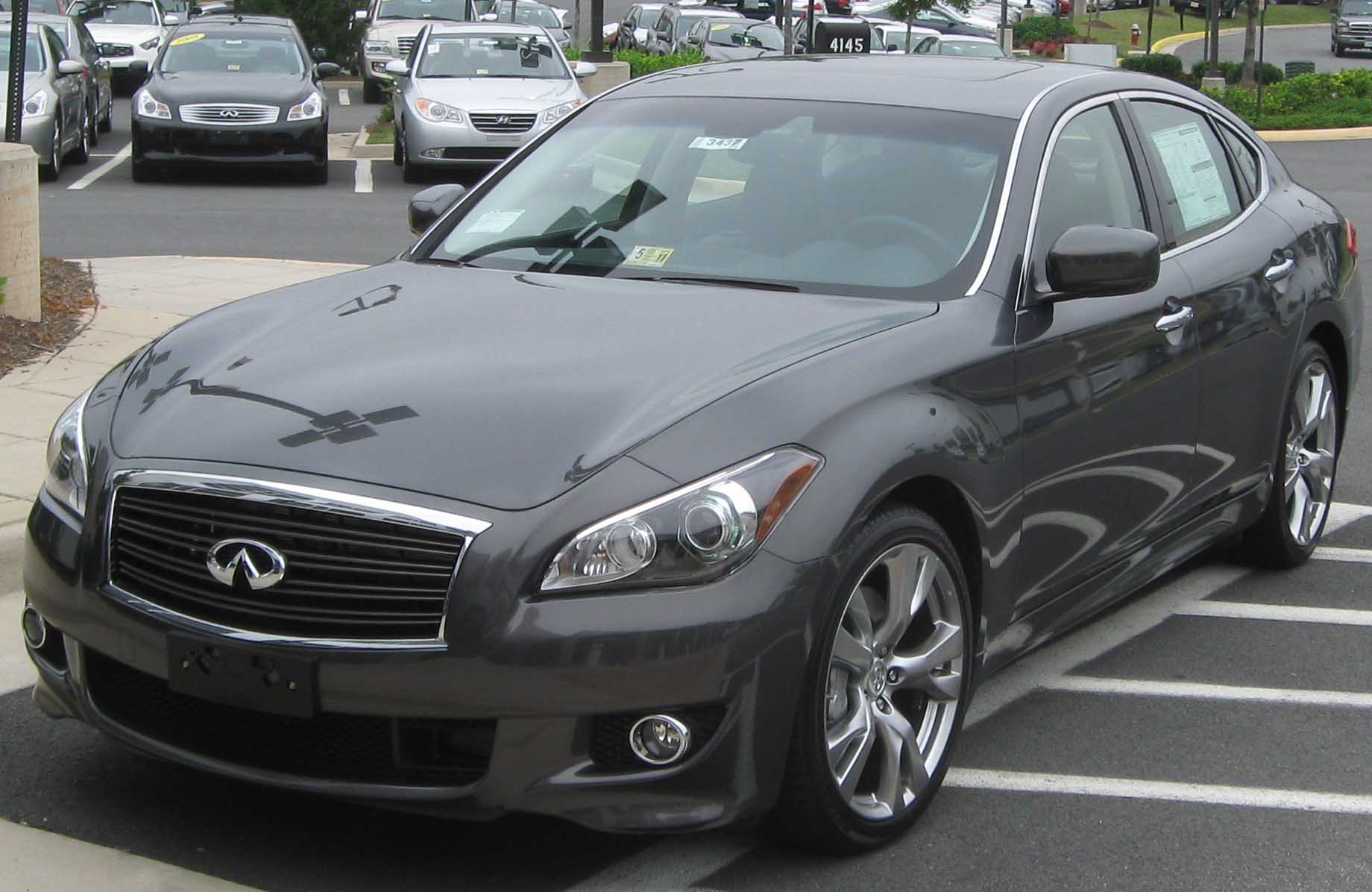
Infiniti M56

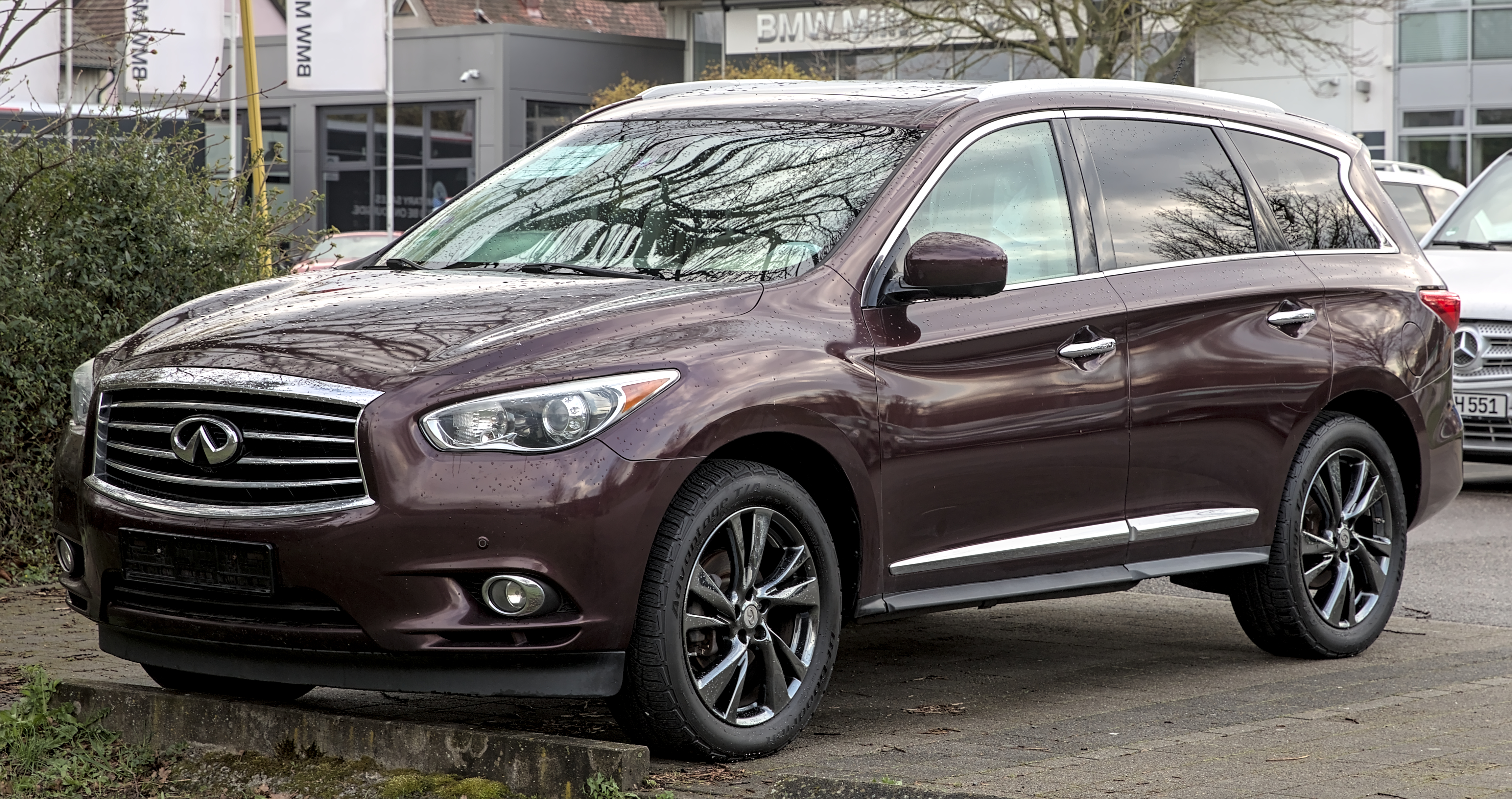
Infiniti JX35

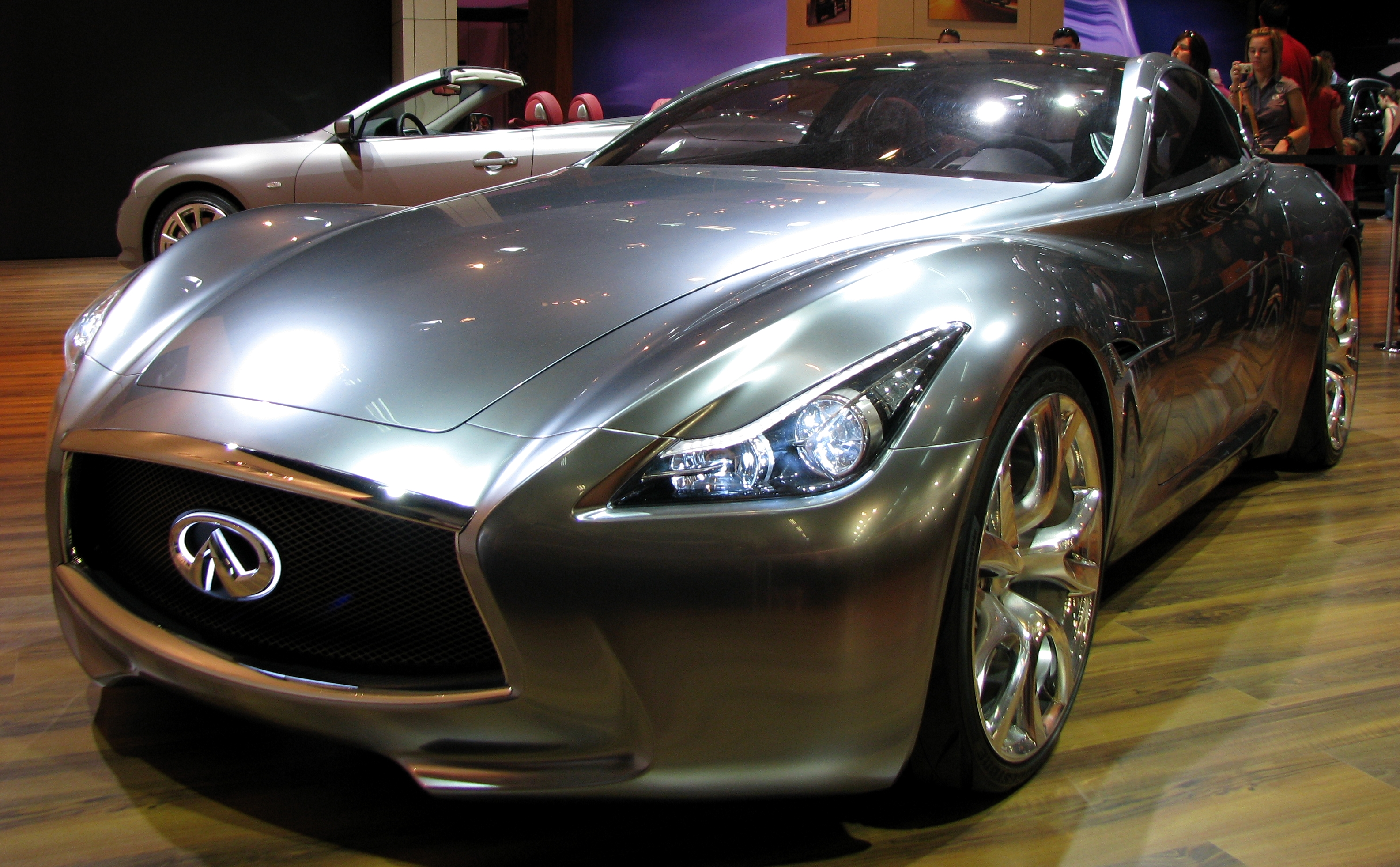
Infiniti Essence Concept

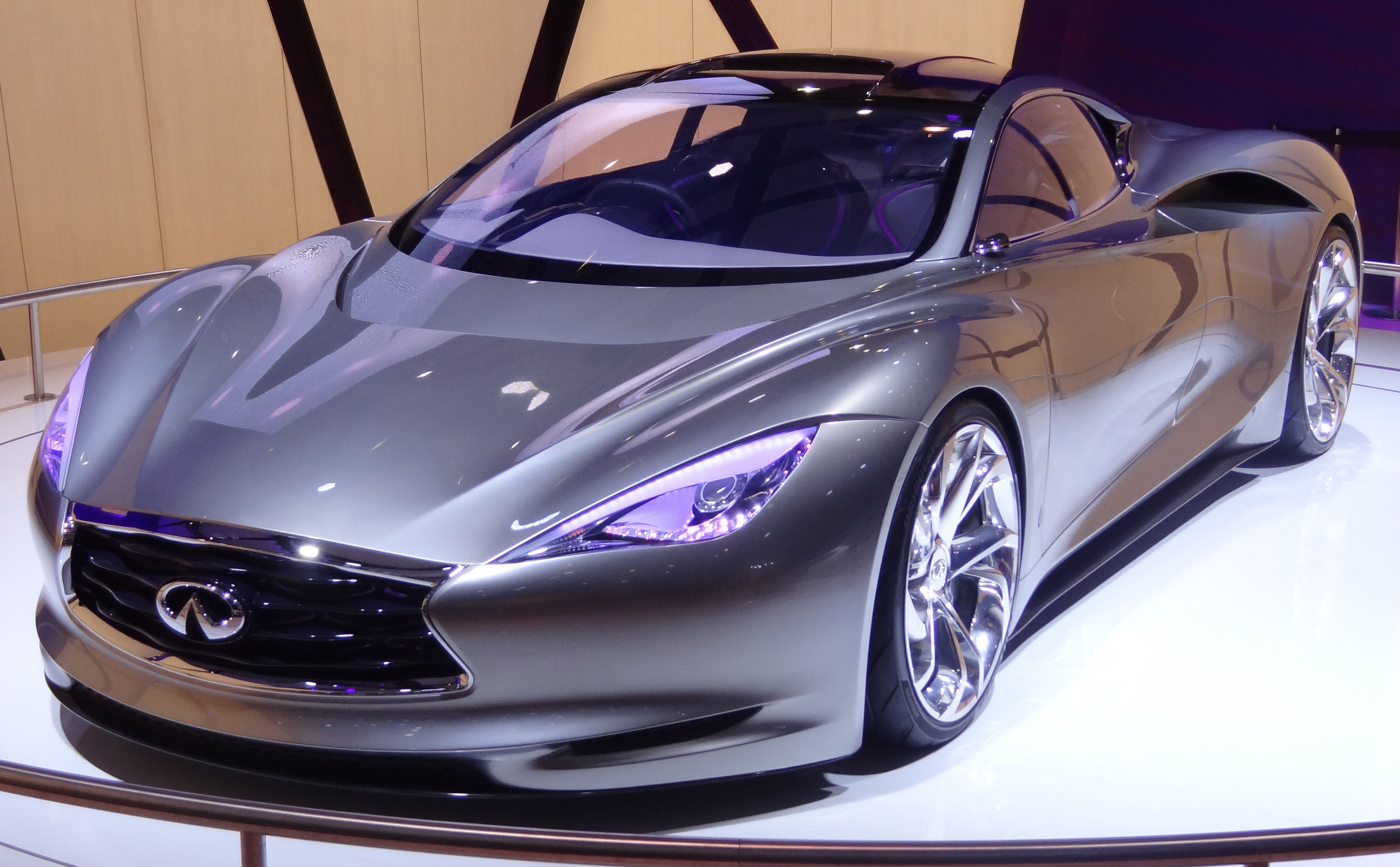
Infiniti Emerg-e Concept

Az Infiniti egykori kupé és sedan modelljeinek nevét egy betűvel jelölték, a SUV modelleket pedig két betűvel; a betűk után pedig a lökettérfogat számsor került feltüntetésre. Például a QX56 egy SUV volt, melyhez egy 5,6 L motor tartozott. Kivételt képez ez alól a volt QX4-es SUV, amely 3,3 L motorral volt rendelhető (1997-2000), illetve később 3,5 L motorral (2001-2003). A lökettérfogat után a sedan, összkerékhajtással rendelkező modelleket "x" betűvel jelölték (pl Infiniti G35x), az "s" jelöli a sport változatot, a "h" jelöli a hibrid modellt, a "d" jelöli a dízel modellt (pl. M30d), a "t" pedig a Touring modellt.
2013-ban, az Infiniti modellek megnevezése változott: a coupé és szedán modellek egységesen "Q" betűvel kezdődő nevet kaptak, a SUV és Crossover modellek pedig "QX" előtaggal jelentek meg. A betűk után következő számsorok már nem a lökettérfogatot jelölik, hanem a modell helyét tükrözik a márkán belül. Például, az M szedán neve Q70 lett, míg a G szedán Q50. A SUV-ok közül a QX56-ból QX80 lett, míg az EX szériából QX50.

### Jelenleg gyártott modellek
A legtöbb Infiniti coupék, szedánok és crossover-ek a Nissan FM platformon alapulnak. A kivételt a QX80 nagyméretű SUV jelenti, ami a Nissan F-Alpha platformon; a QX60 crossover pedig a Nissan D platformon alapul.
- Infiniti Q30
- Infiniti Q50 (Q50 3.7/Q50 Hybrid/Q50 3.7 AWD/Q50 Hybrid AWD sedan)
- Infiniti Q60 (Q60 coupe/convertible, IPL coupe)
- Infiniti Q70 (M25, M30d, M35h, M37/M37x AWD és M56/M56x AWD)
- Infiniti QX30
- Infiniti QX50 (EX30d és EX37 Európában)
- Infiniti QX60 (3.5, 3.5 AWD, Hybrid, Hybrid AWD)
- Infiniti QX70 (3.7, 3.7 AWD, 5.0 AWD)
- Infiniti QX80 (SUV)

### Beszüntetett gyártású modellek
- Infiniti M30 (coupe) és M35/M45 (sedan)
- Infiniti QX4 (SUV)
- Infiniti J30 (sedan)
- Infiniti I30 és I35 (sedan)
- Infiniti Q40 (sedan)
- Infiniti Q45 (sedan)
- Infiniti ESQ (Újratervezett Nissan Juke kizárólag Kínában)

### Koncepció járművek
- Infiniti Triant (2003)
- Infiniti Kuraza (2005)
- Infiniti Essence (2009)
- Infiniti Etherea (2011)
- Infiniti Emerg-e (2012)
- Infiniti LE (2012)
- Infiniti Q80 Inspiration (2014)
- Infiniti Concept Vision Gran Turismo (2014)

## Motorsport

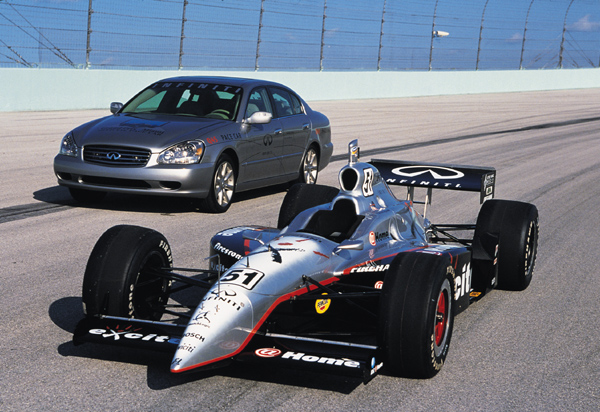
Infiniti Indy car

1996-ban a Nissan kezdeményezte az Infiniti márka versenyét az Indy Racing League-n. Az Indy versenyautók változata a VH motor előállításához használt Q45s volt. Eddie Cheever a 2000-es versenyen a harmadik helyezést érte el.

## Fordítás
- Ez a szócikk részben vagy egészben  az   Infiniti című angol Wikipédia-szócikk fordításán alapul.  Az eredeti cikk szerkesztőit annak laptörténete sorolja fel. Ez a jelzés csupán a megfogalmazás eredetét és a szerzői jogokat jelzi, nem szolgál a cikkben szereplő információk forrásmegjelöléseként.